# Чипсон
Чипсо́н (з удмуртської мови кричати, розливатись треллю) — удмуртський народний духовий музичний інструмент, схожий із сопілкою. Частіше всього примітивний та тимчасовий, сезонний, видавав лише один звук.
Чипсон виготовлявся невеликих розмірів — 50-70 мм в довжину — з гілок липи, або з кори, вирізаючи на ній зарубку і вставляючи дерев'яну пробку із щілиною для проходження повітря при вдуванні. Виготовлявся в основному навесні під час соковиділення — зрізалась гілочка, вирізалось свистковий отвір, після цього вибиралась внутрішня частина, залишаючи лише кору. Потім в один кінець вставлялась пробка з отвором, в другий — вибитий раніше стовбур.
Як різновид існував сяла чипсон — мисливські манки, які були знайдені в городищі Іднакар віком з IX—XIII століть.